# Le Gay Pavois
 (décembre 2017).
Le Gay Pavois était une revue mensuelle traitant de la culture et de l'actualité homosexuelle qui a été publiée en France de 1993 à 1994. La société gérante de cette publication est la SARL SIC.  (ISSN 1255-5509).
Cette revue a été une alternative de titre à la revue Gaie France qui a été plusieurs fois interdite et publiée sous d'autres titres (Alexandre, Complice).

## Démêlés judiciaires
- Le 9 novembre 1994, un arrêté du ministère de l'Intérieur, s'appuyant sur la législation des publications destinées à la jeunesse (article 14 de la loi du 16 juillet 1949), interdit la revue à la vente et à l'exposition publique aux mineurs[1]. Cette mesure conduit la revue à cesser de paraître.
- Le 29 mars 1996, le Conseil d'État annule cette décision[2]. Cette décision ne porte pas sur le fond mais sur le fait que la société SIC a été empêchée de présenter une défense. Cependant la revue ne reparaîtra pas.